# Estoibadeion
L'Estoibadeion (en grec modern: Στοιβαδείον) és un temple dedicat a Dionís situat a l'illa grega de Delos (Cíclades). Les ruïnes formen part del jaciment arqueològic de Delos, declarat Patrimoni de la Humanitat per la Unesco.

## Descripció

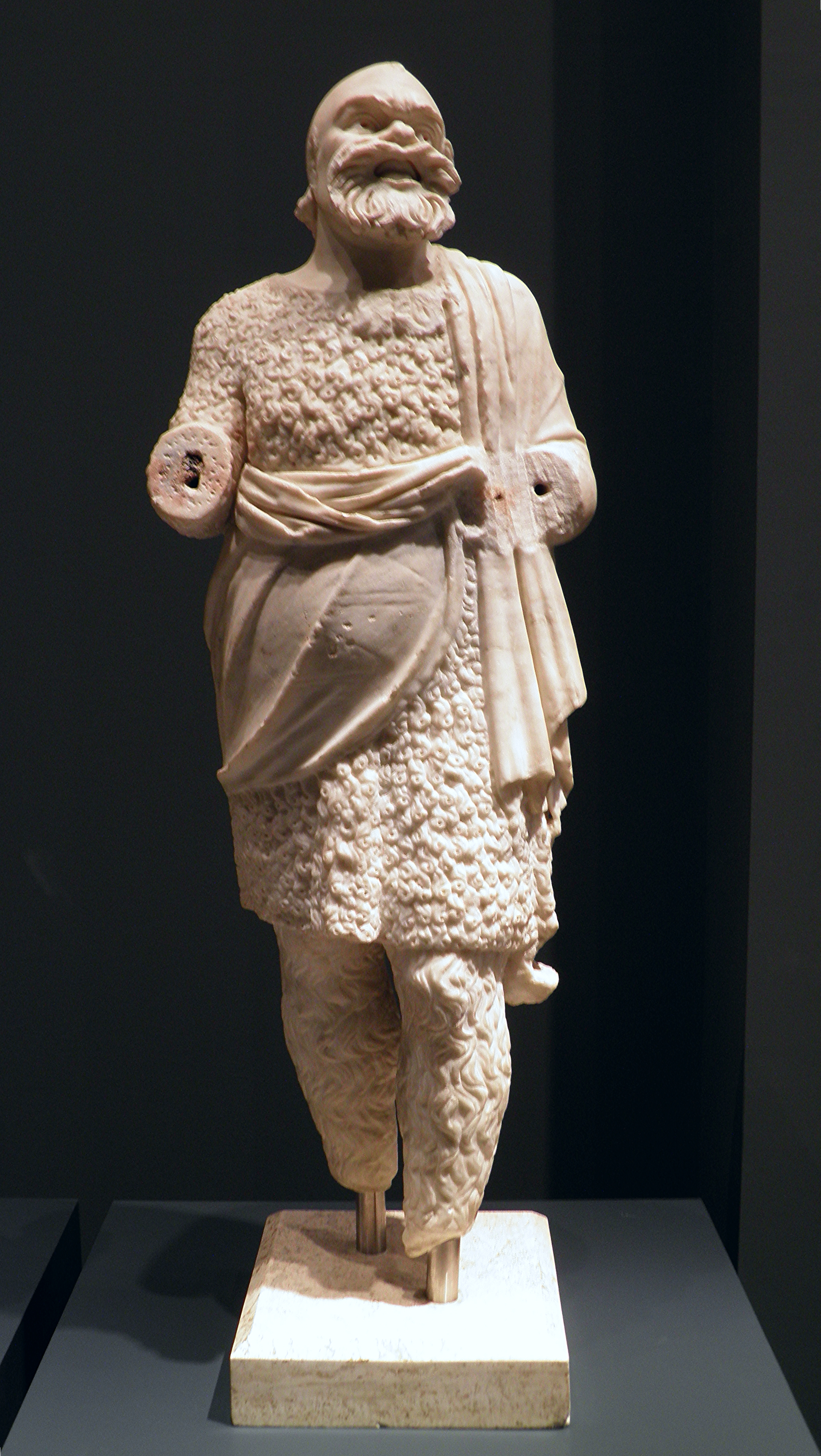
Estàtua d'un actor en el paper de Pare Silé (Papposilenos) trobada en una vil·la romana de Torre Astura

Es va construir per fases durant el període hel·lenístic, a l'entorn del 300-100 abans de la nostra era. L'Estoibadeion conté una plataforma rectangular que suporta una estàtua del déu del teatre Dionís, flanquejada per dos actors que personifiquen Silé. Aquestes escultures es troben ara en el Museu Arqueològic de Delos.
Dues columnes, una en cada costat de la plataforma, sostenien un enorme fal·lus, com a símbol de Dionís. Tots dos fal·lus estan trencats. El pilar sud està decorat amb escenes en relleu d'un cercle dionisíac. Tres costats del pilar sud contenen representacions en relleu: l'escena central mostra un gall el cap i el coll del qual s'allarguen per a formar un fal·lus. En cada costat hi ha grups escultòrics que representen Dionís i una mènada, amb un petit Silé en un costat i una figura de Pan a l'altre. El pilar sud té una inscripció en què es diu que va ser erigit ca. 300 ae per un habitant de l'illa anomenat Caristi, per a celebrar l'èxit d'una representació teatral que havia patrocinat.